# Козлов, Евгений Евгеньевич
Евгений Евгеньевич Козлов (род. 4 февраля 1995, Сергиев Посад, Московская область) — российский футболист, полузащитник и нападающий кыргызстанского клуба «Абдыш-Ата».

## Карьера
Воспитанник ДЮСШ Сергиева Посада. Первый тренер — Романов Андрей Витальевич.
Первый профессиональный клуб — подольский «Витязь», за который в 2012—13 годах сыграл 30 матчей, забил 4 гола во втором дивизионе. В первой половине 2013 года был в аренде в «Рубине», сыграл 5 матчей за молодёжную команду.
В 2014 году перешёл в нижегородскую «Волгу». 15 мая в последнем туре чемпионата провёл единственную игру за основной состав, выйдя на замену во втором тайме в домашней игре против «Урала».
В сентябре перешёл в петербургский «Зенит», сыграл 5 матчей за молодёжную команду и 13 — за «Зенит-2» в первенстве ПФЛ. В июле 2015 перешёл в «Динамо» (СПб). В феврале 2016 года сыграл 2 матча в Кубке Лиги Финляндии за «Лахти».
В 2016 году перешёл в клуб из Латвии «Спартак» (Юрмала), с которым дважды, в 2016 и 2017 годах стал чемпионом Латвии. В 2017 году признан лучшим игроком чемпионата, лучшим полузащитником и разделил звание лучшего бомбардира, забив 10 голов (ещё 2 забитых гола не были учтены из-за снятия соперника). Играл в еврокубковых турнирах — 4 матча.
В 2018 году перешёл в белорусский клуб «Шахтёр» (Солигорск). В первом сезоне провёл 6 неполных матчей, а в 2019 году играл только за дубль.
С 2020 года выступал за латвийский «Вентспилс».

## Семья
Младший брат Алексей (род. 1999) — также футболист, вратарь.
Жена — Дана.

## Достижения
- Чемпион Латвии (3): 2016, 2017, 2020.
- Финалист Кубка Латвии: 2016

## Клубная статистика
| Игровая карьера | Игровая карьера        | Игровая карьера | Лига | Лига | Кубок | Кубок | Межд. | Межд. | Др. | Др. |
| --------------- | ---------------------- | --------------- | ---- | ---- | ----- | ----- | ----- | ----- | --- | --- |
| 2021            | Акжайык                | А               | 22   | 3    | 5     | 3     | —     | —     | —   | —   |
| 2022            | Кызыл-Жар              | А               | 22   | 1    | 5     | 0     | 4     | 0     | —   | —   |
| 2023            | Атырау                 | А               | 26   | 8    | 6     | 0     | —     | —     | —   | —   |
| 2023/24         | Мохаммедан (Калькутта) | Б               | 10   | 1    | —     | —     | —     | —     | —   | —   |
| 2024            | Шахтёр (Караганда)     | А               | 12   | 1    | 2     | 1     | —     | —     | —   | —   |